# سیدی عدی
سیدی عدی (به فرانسوی: Sidi Addi) یک منطقهٔ مسکونی در مراکش است که در استان افران واقع شده‌است. سیدی عدی ۲٬۸۹۵ نفر جمعیت دارد.